# Наум Геровски
Наум Фотев Геровски или Геров е български революционер, деец на Вътрешната македоно-одринска революционна организация.

## Биография
Геровски е роден в 1879 година в преспанското село Герман, тогава в Османската империя, днес Агиос Германос, Гърция. Влиза във ВМОРО. През юли 1901 година е осъден на шест години и е затворен в Битоля, но през март 1903 година е амнистиран. След освобождаването си става нелегален, определен е за районен началник в Преспанско заедно с Никола Кокарев и Велян Илиев и по време на Илинденско-Преображенското въстание в 1903 година е войвода на чета в Преспа, с която на 27 август участва в сражението при село Рудари. След краха на въстанието емигрира в САЩ, но се завръща в 1904 година или в 1905 година и продължава да се занимава с революционна дейност. На няколко пъти гръцки андарти се опитват да го убият през зимата, докато районната чета зимува в България. Така през есента на 1905 година една андартска чета, засилена с гъркомани от съседните села и власи от съседното влашко село Писодер, една вечер влиза в Герман и напада къщата на Наум Геров. Геров успява да изпрати жена си Мария, сестра на войводата Петър Христов Германчето, с малките деца Геро, Богоя и Гюрга в съседната къща и със 17-годишния си син Симеон въоръжени излизат в нивите и започват да стрелят, създавайки впечатление, че идва войска и така карат андартите да отстъпят. В 1906 година Наум Геров със своята селска чета участва в нападението над гъромансото село Раково, като помоща сила на сдружените чети на войводите Дзоле Стойчев и Петър Христов. При това нападение са ранени двама души от германската милиция - Стефо Митков и Никола Стоянов, които са заловени и осъдени по на 15 години затвор, но след Хуриета в 1908 година са амнистирани. На сватбата на Симеон Геров на Димитровден идват войводите Петър Христов и Черчиз Топули. По-късно умира от естествена смърт.
Баща е на югославския партизанин, член на АСНОМ и политик от Социалистическа република Македония Богоя Фотев.